# Eucurtia comata
Eucurtia comata är en skalbaggsart som först beskrevs av Blackburn 1901.  Eucurtia comata ingår i släktet Eucurtia och familjen stumpbaggar. Inga underarter finns listade i Catalogue of Life.